# Vinzons
Vinzons ist eine philippinische Stadtgemeinde in der Provinz Camarines Norte.
Der erste aufgezeichnete Name von Vinzons war Tacboan, dieser wurde später in Indan geändert. Die Stadtgemeinde wurde zu Ehren von Wenceslao Q. Vinzons einem ehemaligen Provinzgouverneur von Camarines Norte umbenannt. Der Ort wurde 1581 durch Franziskaner (OFM) ohne Kirche und ohne Schutzheiligen gegründet. Erst 1611 wurde eine Kirche mit dem Schutzheiligen Simon Petrus
gebaut.
Vom Hafen der Gemeinde verkehren Boote zum Inselarchipel der Calaguas-Inselgruppe.

## Baranggays
Vinzons ist politisch in 19 Baranggays unterteilt.
| - Aguit-It - Banocboc - Cagbalogo - Calangcawan Norte - Calangcawan Sur - Guinacutan - Mangcayo - Mangcawayan - Manlucugan - Matango | - Napilihan - Pinagtigasan - Barangay I (Pob.) - Barangay II (Pob.) - Barangay III (Pob.) - Sabang - Santo Domingo - Singi - Sula |

## Söhne und Töchter
- Herman Guinto Abcede (* 1965), römisch-katholischer Bischof von Daet